# Thomasburg
Thomasburg ist eine Gemeinde im Landkreis Lüneburg in Niedersachsen. Sie gehört der Samtgemeinde Ostheide an, die ihren Verwaltungssitz in der Gemeinde Barendorf hat.

## Geografie
Thomasburg liegt am Westrand des Naturparks Wendland.Elbe an der Neetze. Ortsteile der Gemeinde sind Bavendorf, Radenbeck mit Wennekath und Wiecheln.

## Geschichte

### Vorgeschichte
Bei Ausgrabungen auf dem Burg- bzw. Kirchberg in Thomasburg wurden im Jahr 1997 jungsteinzeitliche (neolithische), kaiserzeitliche und mittelalterliche Funde gemacht. Ein Meißel aus Feuerstein ist der herausragende Fund dieser Grabung. Die zahlreichen gefundenen Abschläge und das geringe Auftreten fertiger Werkzeuge lässt vermuten, dass sich auf dem Thomasburger Kirchberg ein steinzeitlicher Werkplatz befand.

### Mittelalter
Thomasburg wurde erstmals 1124 genannt und befand sich im Besitz des Klosters Rastede bei Oldenburg. Aufgrund genealogischer Zusammenhänge darf vermutet werden, dass die Anlage einst von der Adelsfamilie der Billunger über die Grafen von Stade an das Hauskloster der Grafen von Oldenburg vererbt wurde. Der Thomasburger Burgwall ist – neben dem Bleckeder Schloss und den Überresten der Neuhäuser Burg – die am besten erhaltene Burganlage im östlichen Landkreis Lüneburg.
Der Burgwall liegt auf einem Sporn, der in die feuchte Niederung der Neetze hinein ragt. Die ovale Burgfläche von 120 × 90 m Größe ist im Süden, Westen und Nordwesten durch steile Böschungen geschützt. Im Osten ist sie durch einen Abschnittswall mit vorgelagertem Graben befestigt. Der Wall ist auf ca. 120 m Länge und dabei bis 25 m breit und 7 m hoch erhalten. Auf der Südseite wurde er 1868 abgetragen, als der Friedhof eingeebnet wurde.

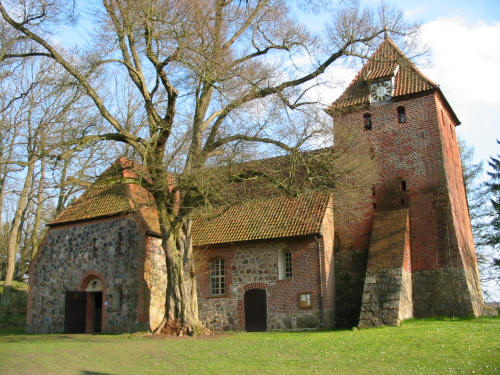
Peter-und-Paul-Kirche

## Eingemeindungen und Politik
Am 1. März 1974 wurden die Gemeinden Bavendorf und Radenbeck eingegliedert.
Die Gemeinde Thomasburg gehört zum Landtagswahlkreis 48 Elbe und zum Bundestagswahlkreis 38 Lüchow-Dannenberg – Lüneburg.

### Gemeinderat
Der Rat der Gemeinde Thomasburg setzt sich aus elf Mitgliedern zusammen. Die Ratsmitglieder werden durch eine Kommunalwahl für jeweils fünf Jahre gewählt.
Bei der Kommunalwahl 2021 ergab sich folgende Sitzverteilung:
| Gemeinderat 2021Insgesamt 11 Sitze - SPD: 6 - Grüne: 1 - WGT: 4 |

## Kultur und Sehenswürdigkeiten
Die Ursprünge der Peter-und-Paul-Kirche gehen auf das 11. Jahrhundert zurück. Die heutige Feldsteinkirche entstand weitestgehend Anfang des 20. Jahrhunderts.

## Verkehr
Die Bundesstraße 216 Lüneburg–Dannenberg (Elbe) liegt südlich der Gemeinde.